# Adriaan van der Hoop (bankier)
Adriaan van der Hoop (Amsterdam, 28 april 1778 – aldaar, 15 maart 1854) was een Nederlands bankier, kunstverzamelaar en politicus. Hij was ook lid van de gemeenteraad, Provinciale Staten en de Eerste Kamer.
Bij zijn dood liet hij 258 schilderijen na aan de stad Amsterdam, die - met particuliere steun - ternauwernood de successierechten kon betalen; ze werden getoond in het hiervoor opgerichte Museum Van der Hoop.

## Biografie
Adriaan van der Hoop was de enige zoon van Joan Cornelis van der Hoop, secretaris van Sociëteit van Suriname, advocaat-fiscaal bij de Admiraliteit van Amsterdam en minister van Marine. Hij studeerde rechten in Harderwijk, Groningen en Kiel, toen nog een Deense stad. Met zijn later verkregen Deense paspoort reisde hij terug naar de Bataafse Republiek. Hij trouwde in 1800 met Antonia Emmerentia Weveringh en na haar overlijden met Dieuwke Fontein uit Harlingen. In 1811 werd hij aangesteld bij de firma Hope & Co, sinds jaar en dag een belangrijke verstrekker van Russische staatsleningen.
Adriaan van der Hoop was betrokken bij het opstellen van de Grondwet van 1814. In 1815 was hij buitengewoon lid van de Staten-Generaal der Verenigde Nederlanden voor de behandeling van de grondwet van 1815. Van der Hoop begeleidde keizer Alexander I van Rusland bij zijn bezoek aan Holland. In 1815 werd hij door Alexander Baring benoemd in de leiding van de firma Hope & Co. Een schuld van 100.000 gulden bij zijn zwager Jan Clifford leidde in 1819 tot een slepende rechtszaak. Vier jaar later, de dag na de uitspraak, maakte Clifford met een pistool een einde aan zijn leven.

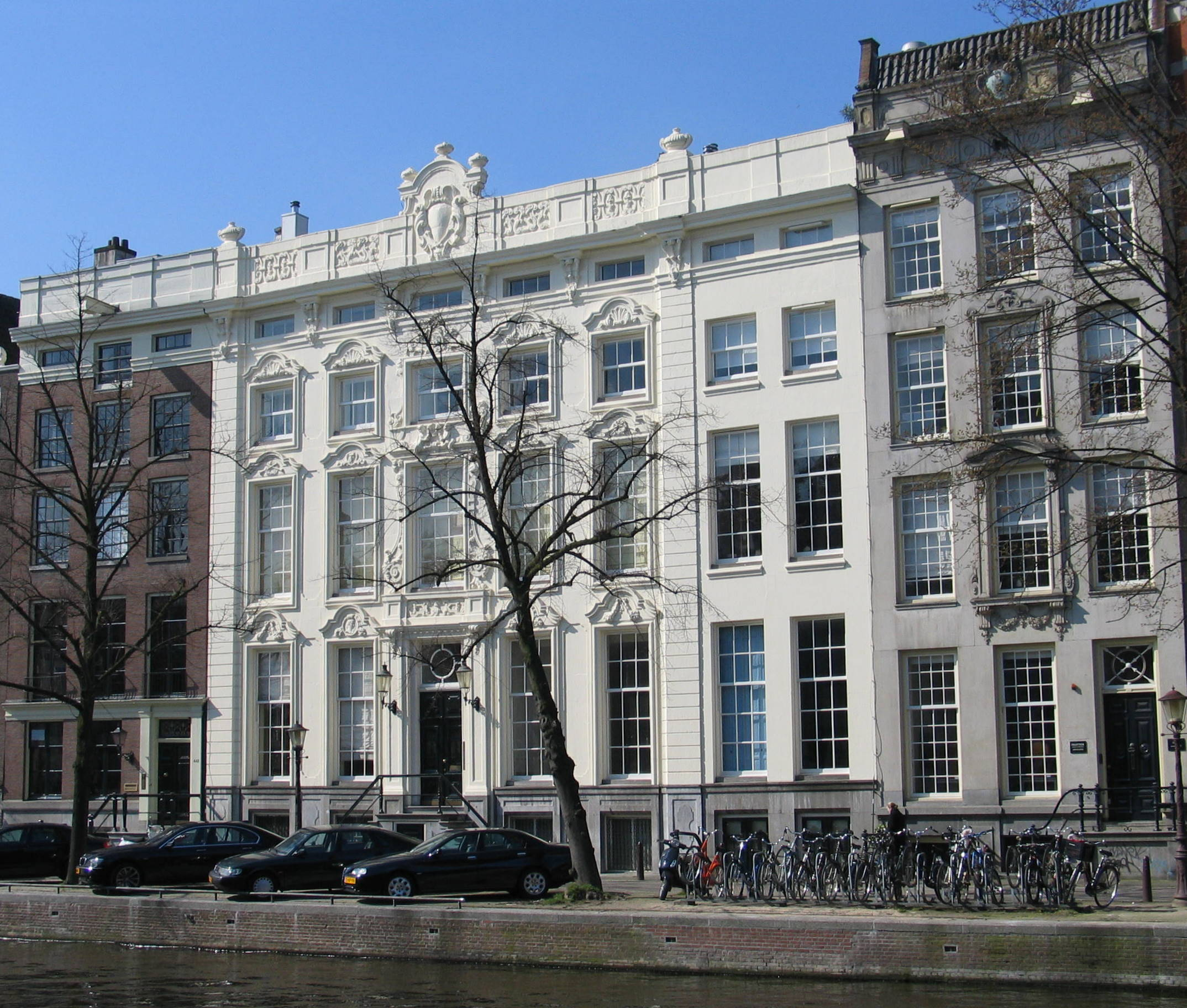
Het voormalige woonhuis (in het midden)

In 1818 kocht hij de hofstede Spaarnberg, een voormalige blekerij bij Santpoort, om als buitenplaats te gebruiken. Geleidelijk kocht hij het omringende land op tot er een omvangrijk landgoed ontstond. In 1839 liet hij er een nieuw neo-classicistisch landhuis bouwen naar het ontwerp van Jan David Zocher, die op verzoek van Van der Hoop in Amsterdam ook een nieuw beursgebouw ontwierp. Zocher ontwierp ook een fraaie landschapstuin in de modieuze Engelse stijl op Spaarnberg. 
Het in verval geraakte landhuis werd afgebroken in de jaren 50 van de 20ste eeuw en er staat nu een appartementencomplex. In de jaren 30 had de gemeente Velsen het landgoed al grotendeels opgekocht. Een gedeelte werd een villawijk en het andere gedeelte het openbare park dat nu Burgemeester Rijkerspark heet.
Zoals veel andere welgestelde tijdgenoten was Van der Hoop een verzamelaar van exotische en onbekende bloemen en planten. Op Spaarnberg creëerde hij een hortus (botanische tuin) met planten uit de gehele wereld. In kassen met voor die tijd zeer moderne Engelse verwarmingssystemen liet hij vele soorten tropische planten zoals orchideeën en palmen kweken. En in de oranjerie, gesitueerd in het midden van landhuis, stonden 's winters kuipplanten zoals Zuid-Afrikaanse dophei, agaves, en citroenbomen. Buiten werden exotische sierstruiken zoals magnolias en camellias gekweekt. Adriaan won regelmatig prijzen op plantententoonstellingen. Hij had ook een omvangrijke botanische bibliotheek, die in zijn chalet en studie op het landgoed was ondergebracht, en nu deel van het UvA Erfgoed is. Van zijn hortus is niets meer over. In opdracht van Adriaan van der Hoop schreef Willem Hendrik de Vriese in 1839 het eerste deel van Hortus Spaarn-Bergensis, een wetenschappelijke catalogus van Van der Hoops exotische plantenverzameling. De tweede en laatste catalogus werd in 1849 samengesteld door de Amsterdamse medicus J.J.F.H.T. Merkus Doornik.
Hij hield ook drafpaarden, die op een harddraversbaan op zijn landgoed renden, en die hij liet schilderen door Anthony Oberman. Hij verzamelde ook op grote schaal kunstvoorwerpen. Zijn collectie schilderijen van Vermeer, Ruisdael, Rembrandt, Jan Steen en Adriaen van der Werff was op afspraak te bezichtigen in zijn huis op Keizersgracht 444, dat hij in 1822 had gekocht (het pand was eerder bewoond door Thomas Hope, zijn zoon John en de Amerikaanse neef Henry Hope). Hij kocht ook werk van eigentijdse schilders, onder wie Jan Adam Kruseman, de zeeschilder Johannes Christianus Schotel (1787–1838) en Barend Cornelis Koekkoek.

## Bron
- Gnirrep, K. (2004) De Schat van Spaarnberg. In: Maandblad Amstelodamum, p. 3-21.
- Knoef, J. (1949) De verzamelaar A. van der Hoop. In: Jaarboek Amstelodamum 42, p. 51 - 71.